# Omloop van de Westhoek 2021
Omloop van de Westhoek-Memorial Stive Vermaut 2021 var den 2. udgave af det belgiske cykelløb Omloop van de Westhoek. Det godt 133 km lange linjeløb blev kørt den 21. marts 2021 med start i Eernegem og mål i Ichtegem i Vestflandern. Løbet var en del af den internationale UCI-kalender for damer 2021. Den oprindelige 2. udgave blev i 2019 aflyst på grund af kraftig storm, og i 2020 var coronaviruspandemien skyld i aflysningen.
Holdkammeraterne fra SD Worx Christine Majerus og Amy Pieters kom samlet til mål med et forspring på 2,28 minut til Thalita de Jong på tredjepladsen.

## Resultat
| \| Samlede stilling \| Samlede stilling \| Samlede stilling \| Samlede stilling \| Samlede stilling \| \| Rytter \| Rytter \| Hold \| Tid \| \| \| ---------------- \| ----------------------- \| -------------------------- \| ---------------- \| ---------------- \| \| 1. \| Christine Majerus \| SD Worx \| 3t 16' 21" \| \| \| 2. \| Amy Pieters \| SD Worx \| + 0" \| \| \| 3. \| Thalita de Jong \| Bingoal-Chevalmeire \| + 2' 28" \| \| \| 4. \| Amber van der Hulst \| Parkhotel Valkenburg \| + 2' 28" \| \| \| 5. \| Jesse Vandenbulcke \| Lotto Soudal Ladies \| + 2' 28" \| \| \| 6. \| Nicole Steigenga \| Doltcini-Van Eyck-Proximus \| + 2' 28" \| \| \| 7. \| Valerie Demey \| Belgien \| + 2' 28" \| \| \| 8. \| Lucie Jounier \| Arkéa Pro Cycling Team \| + 3' 36" \| \| \| 9. \| Jolien D'Hoore \| SD Worx \| + 4' 14" \| \| \| 10. \| Marjolein van 't Geloof \| Drops-Le Col \| + 4' 17" \| \| |                         |                            |            |
| |                         |                            |            |
| Kilder: ProCyclingStats Cycling Quotient |                         |                            |            |
| Samlede stilling |                         |                            |            |
| Rytter | Rytter                  | Hold                       | Tid        |
| 1. | Christine Majerus       | SD Worx                    | 3t 16' 21" |
| 2. | Amy Pieters             | SD Worx                    | + 0"       |
| 3. | Thalita de Jong         | Bingoal-Chevalmeire        | + 2' 28"   |
| 4. | Amber van der Hulst     | Parkhotel Valkenburg       | + 2' 28"   |
| 5. | Jesse Vandenbulcke      | Lotto Soudal Ladies        | + 2' 28"   |
| 6. | Nicole Steigenga        | Doltcini-Van Eyck-Proximus | + 2' 28"   |
| 7. | Valerie Demey           | Belgien                    | + 2' 28"   |
| 8. | Lucie Jounier           | Arkéa Pro Cycling Team     | + 3' 36"   |
| 9. | Jolien D'Hoore          | SD Worx                    | + 4' 14"   |
| 10. | Marjolein van 't Geloof | Drops-Le Col               | + 4' 17"   |

## Hold og ryttere
| UCI Women's WorldTeam- SD Worx UCI Women's Kontinentalhold (16)- Andy Schleck-CP NVST-Immo Losch - Arkéa Pro Cycling Team - Bingoal Casino-Chevalmeire - Bizkaia-Durango - CAMS-Tifosi - Hitec Products - Doltcini-Van Eyck Sport-Proximus - Drops-Le col - GT Krush Tunap - Instafund Racing - Lotto Soudal Ladies - Lviv Cycling Team - Multum Accountants - NXTG Racing - Parkhotel Valkenburg - Rupelcleaning-Champion lubricants Landshold (2)- Belgien - Holland Amatørkvindehold- S-bikes Bodhi Regional- og klubhold- World Cycling Centre |
| |

### Danske ryttere
| Danske ryttere på startlisten |                  |                              |           |
| Rygnummer                     | Rytter           | Hold                         | Placering |
| 235                           | Trine Holmsgaard | Isorex NoAqua Ladies Cycling | 71        |

* DNF = gennemførte ikke

### Startliste
| Belgien BEL | Belgien BEL              | Belgien BEL |
| ----------- | ------------------------ | ----------- |
| Nr.         | Rytter                   | Placering   |
| 1           | Lotte Kopecky (landevej) | 12.         |
| 2           | Katrijn De Clercq        | 45.         |
| 3           | Valerie Demey            | 7.          |
| 4           | Ellen Feytens            | DNF         |
| 5           | Nathalie Verschelden     | DNF         |

| Holland NED | Holland NED        | Holland NED |
| ----------- | ------------------ | ----------- |
| Nr.         | Rytter             | Placering   |
| 11          | Lorena Wiebes      | 29.         |
| 12          | Evy Kuijpers       | 18.         |
| 13          | Shirin van Anrooij | 46.         |
| 14          | Eva Jonkers        | DNF         |
| 15          | Eline Van Rooijen  | 56.         |
| 16          | Ilse Grit          | DNF         |
| 17          | Sofie Van Rooijen  | 20.         |

| SD Worx SDW | SD Worx SDW                        | SD Worx SDW |
| ----------- | ---------------------------------- | ----------- |
| Nr.         | Rytter                             | Placering   |
| 21          | Jolien D'Hoore (BEL)               | 9.          |
| 22          | Amy Pieters (NED)                  | 2.          |
| 23          | Lonneke Uneken (NED)               | 13.         |
| 24          | Christine Majerus (LUX) (landevej) | 1.          |
| 25          | Roxane Fournier (FRA)              | 11.         |

| Lotto Soudal Ladies LSL | Lotto Soudal Ladies LSL  | Lotto Soudal Ladies LSL |
| ----------------------- | ------------------------ | ----------------------- |
| Nr.                     | Rytter                   | Placering               |
| 31                      | Jesse Vandenbulcke (BEL) | 5.                      |
| 32                      | Alana Castrique (BEL)    | DNF                     |
| 33                      | Abby-Mae Parkinson (GBR) | 48.                     |
| 34                      | Anna Plichta (POL)       | 51.                     |
| 35                      | Hanna Nilsson (SWE)      | 24.                     |
| 36                      | Danique Braam (NED)      | 81.                     |

| Andy Schleck-CP NVST-Immo Losch ASC | Andy Schleck-CP NVST-Immo Losch ASC | Andy Schleck-CP NVST-Immo Losch ASC |
| ----------------------------------- | ----------------------------------- | ----------------------------------- |
| Nr.                                 | Rytter                              | Placering                           |
| 41                                  | Maite Barthels (LUX)                | DNF                                 |
| 42                                  | Nina Berton (LUX)                   | DNF                                 |
| 43                                  | Georgia Danford (AUS)               | DNF                                 |
| 44                                  | Désirée Ehrler (SUI)                | DNF                                 |
| 45                                  | Stella Nightingale (NZL)            | DNF                                 |
| 46                                  | Claire Faber (LUX)                  | 33.                                 |
| 47                                  | Carolin Schiff (GER)                | 67.                                 |

| Bingoal-Chevalmeire CCT | Bingoal-Chevalmeire CCT   | Bingoal-Chevalmeire CCT |
| ----------------------- | ------------------------- | ----------------------- |
| Nr.                     | Rytter                    | Placering               |
| 51                      | Thalita de Jong (NED)     | 3.                      |
| 52                      | Demi de Jong (NED)        | DNF                     |
| 53                      | Rozanne Slik (NED)        | DNF                     |
| 54                      | Lenny Druyts (BEL)        | DNF                     |
| 55                      | Justine Ghekiere (BEL)    | DNF                     |
| 56                      | Kelly Van den Steen (BEL) | 43.                     |
| 57                      | Caren Commissaris (NED)   | DNF                     |

| Bizkaia-Durango BDP | Bizkaia-Durango BDP        | Bizkaia-Durango BDP |
| ------------------- | -------------------------- | ------------------- |
| Nr.                 | Rytter                     | Placering           |
| 61                  | Sandra Alonso (ESP)        | 54.                 |
| 62                  | Elizabeth Holden (GBR)     | 49.                 |
| 63                  | Emilie Fortin (CAN)        | DNF                 |
| 64                  | Yurani Blanco Calbet (ESP) | DNF                 |
| 65                  | Daniela Campos (POR)       | DNF                 |
| 67                  | Julia Sánchez Galea (ESP)  | DNF                 |

| NXTG Racing NXG | NXTG Racing NXG            | NXTG Racing NXG |
| --------------- | -------------------------- | --------------- |
| Nr.             | Rytter                     | Placering       |
| 71              | Britt Knaven (BEL)         | 66.             |
| 72              | Rozemarijn Ammerlaan (NED) | 76.             |
| 73              | Ilse Pluimers (NED)        | 34.             |
| 74              | Maud Rijnbeek (NED)        | DNF             |
| 75              | Catalina Soto (CHI)        | 28.             |
| 76              | Cathalijne Hoolwerf (NED)  | DNF             |
| 77              | Emily Wadsworth (GBR)      | 36.             |

| World Cycling Centre WCC | World Cycling Centre WCC  | World Cycling Centre WCC |
| ------------------------ | ------------------------- | ------------------------ |
| Nr.                      | Rytter                    | Placering                |
| 81                       | Alessia Vigilia (ITA)     | 27.                      |
| 82                       | Antri Christoforou (CYP)  | 68.                      |
| 83                       | Tereza Neumanová (CZE)    | 55.                      |
| 84                       | Nicole Hanselmann (SUI)   | DNF                      |
| 85                       | Małgorzata Jasińska (POL) | 26.                      |
| 86                       | Rachel Neylan (AUS)       | 72.                      |
| 87                       | Luciana Roland (ARG)      | DNF                      |

| Doltcini-Van Eyck-Proximus DVE | Doltcini-Van Eyck-Proximus DVE         | Doltcini-Van Eyck-Proximus DVE |
| ------------------------------ | -------------------------------------- | ------------------------------ |
| Nr.                            | Rytter                                 | Placering                      |
| 91                             | Fien Van Eynde (BEL)                   | 37.                            |
| 92                             | Bryony van Velzen (NED)                | 30.                            |
| 93                             | Christina Schweinberger (AUT)          | 53.                            |
| 94                             | Kathrin Schweinberger (AUT) (landevej) | 14.                            |
| 95                             | Minke Bakker (NED)                     | 73.                            |
| 96                             | Mieke Docx (BEL)                       | DNF                            |
| 97                             | Nicole Steigenga (NED)                 | 6.                             |

| Coop-Hitec Products HPU | Coop-Hitec Products HPU  | Coop-Hitec Products HPU |
| ----------------------- | ------------------------ | ----------------------- |
| Nr.                     | Rytter                   | Placering               |
| 101                     | Mieke Kröger (GER)       | 32.                     |
| 102                     | Caroline Andersson (SWE) | DNF                     |
| 103                     | Amalie Lutro (NOR)       | DNF                     |
| 104                     | Ann Helen Olsen (NOR)    | DNF                     |
| 107                     | Martine Gjøs (NOR)       | DNF                     |

| Parkhotel Valkenburg PHV | Parkhotel Valkenburg PHV  | Parkhotel Valkenburg PHV |
| ------------------------ | ------------------------- | ------------------------ |
| Nr.                      | Rytter                    | Placering                |
| 111                      | Amber van der Hulst (NED) | 4.                       |
| 112                      | Sylvie Swinkels (NED)     | DNF                      |
| 113                      | Femke Markus (NED)        | 16.                      |
| 114                      | Kirstie van Haaften (NED) | 35.                      |
| 115                      | Leonie Bos (NED)          | 60.                      |
| 116                      | Marit Raaijmakers (NED)   | 50.                      |

| Arkéa Pro Cycling Team ARK | Arkéa Pro Cycling Team ARK    | Arkéa Pro Cycling Team ARK |
| -------------------------- | ----------------------------- | -------------------------- |
| Nr.                        | Rytter                        | Placering                  |
| 121                        | Charlotte Becker (GER)        | 63.                        |
| 122                        | Amandine Fouquenet (FRA)      | DNF                        |
| 123                        | Lucie Jounier (FRA)           | 8.                         |
| 124                        | Gladys Verhulst (FRA)         | 57.                        |
| 125                        | Marie-Morgane Le Deunff (FRA) | DNF                        |
| 126                        | Greta Richioud (FRA)          | DNF                        |
| 127                        | Typhaine Laurance (FRA)       | 62.                        |

| Keukens Redant ___ | Keukens Redant ___         | Keukens Redant ___ |
| ------------------ | -------------------------- | ------------------ |
| Nr.                | Rytter                     | Placering          |
| 131                | Imogen Cotter (IRL)        | DNF                |
| 132                | Shana Dalving (BEL)        | DNF                |
| 133                | Brenda Goessens (BEL)      | DNF                |
| 134                | Justine Lescrauwaet (BEL)  | DNF                |
| 135                | Quinty van de Guchte (NED) | DNF                |
| 136                | Evy Tillaert (BEL)         | DNF                |
| 137                | Evy Roelen (BEL)           | DNF                |

| Instafund Racing ILP | Instafund Racing ILP   | Instafund Racing ILP |
| -------------------- | ---------------------- | -------------------- |
| Nr.                  | Rytter                 | Placering            |
| 141                  | Rotem Gafinovitz (ISR) | 52.                  |
| 143                  | Caroline Baur (SUI)    | 41.                  |
| 144                  | Rachel Langdon (GBR)   | 17.                  |
| 145                  | Isabella Bertold (CAN) | 70.                  |
| 146                  | Gillian Ellsay (CAN)   | 80.                  |

| S-bikes Bodhi ___ | S-bikes Bodhi ___           | S-bikes Bodhi ___ |
| ----------------- | --------------------------- | ----------------- |
| Nr.               | Rytter                      | Placering         |
| 151               | Arianna Pruisscher (NED)    | 21.               |
| 152               | Demi van Dijke (NED)        | DNF               |
| 153               | Desiree Liegeois (NED)      | DNF               |
| 154               | Klara Fischnaller (AUT)     | DNF               |
| 155               | Laura Vainionpää (FIN)      | DNF               |
| 156               | Saartje Vandenbroucke (BEL) | DNF               |
| 157               | Elena Debouck (BEL)         | DNF               |

| Drops-Le Col DRP | Drops-Le Col DRP              | Drops-Le Col DRP |
| ---------------- | ----------------------------- | ---------------- |
| Nr.              | Rytter                        | Placering        |
| 161              | Dani Christmas (GBR)          | 74.              |
| 162              | Emilie Moberg (NOR)           | 25.              |
| 163              | Maike van der Duin (NED)      | 15.              |
| 164              | Marjolein van 't Geloof (NED) | 10.              |
| 165              | María Martins (POR)           | 19.              |
| 166              | Finja Smekal (GER)            | DNF              |
| 167              | Sara Penton (SWE)             | 23.              |

| Multum Accountants MUL | Multum Accountants MUL     | Multum Accountants MUL |
| ---------------------- | -------------------------- | ---------------------- |
| Nr.                    | Rytter                     | Placering              |
| 171                    | Anna Badegruber (AUT)      | DNF                    |
| 172                    | Lara Defour (BEL)          | DNF                    |
| 173                    | Julie Stockman (BEL)       | DNF                    |
| 174                    | Fien De Wispelaere (BEL)   | DNF                    |
| 175                    | Fien Delbaere (BEL)        | 40.                    |
| 176                    | Rosalie Van der Wolf (NED) | 77.                    |
| 177                    | Sara Maes (BEL)            | DNF                    |

| Stade Rochelais Charente-Maritime CMW | Stade Rochelais Charente-Maritime CMW | Stade Rochelais Charente-Maritime CMW |
| ------------------------------------- | ------------------------------------- | ------------------------------------- |
| Nr.                                   | Rytter                                | Placering                             |
| 181                                   | Séverine Eraud (FRA)                  | DNF                                   |
| 182                                   | Noemi Rüegg (SUI)                     | 42.                                   |
| 183                                   | Noémie Abgrall (FRA)                  | DNF                                   |
| 184                                   | India Grangier (FRA)                  | 61.                                   |
| 185                                   | Célia Le Mouël (FRA)                  | 58.                                   |
| 186                                   | Elodie Le Bail (FRA)                  | 22.                                   |
| 187                                   | Manon Souyris (FRA)                   | DNF                                   |

| Cams Basso CAT | Cams Basso CAT        | Cams Basso CAT |
| -------------- | --------------------- | -------------- |
| Nr.            | Rytter                | Placering      |
| 191            | Hayley Simmonds (GBR) | DNF            |
| 193            | Jessica Finney (GBR)  | 75.            |
| 194            | Jo Tindley (GBR)      | DNF            |
| 195            | Katie Scott (GBR)     | DNF            |
| 197            | Clover Murray (GBR)   | DNF            |

| Rupelcleaning-Champion lubricants RUP | Rupelcleaning-Champion lubricants RUP | Rupelcleaning-Champion lubricants RUP |
| ------------------------------------- | ------------------------------------- | ------------------------------------- |
| Nr.                                   | Rytter                                | Placering                             |
| 201                                   | Sara Van de Vel (BEL)                 | 59.                                   |
| 202                                   | Lucy Mayrhofer (GER)                  | DNF                                   |
| 203                                   | Antonia Gröndahl (FIN)                | 69.                                   |
| 204                                   | Aline Seitz (SUI)                     | DNF                                   |
| 205                                   | Alice Sharpe (IRL)                    | 44.                                   |
| 206                                   | Svenja Betz (GER)                     | DNF                                   |
| 207                                   | Maja Perinovic (CRO) (landevej)       | DNF                                   |

| GT Krush Tunap BPC | GT Krush Tunap BPC    | GT Krush Tunap BPC |
| ------------------ | --------------------- | ------------------ |
| Nr.                | Rytter                | Placering          |
| 211                | Nathalie Eklund (SWE) | 47.                |
| 212                | Inez Beijer (NED)     | DNF                |
| 213                | Marissa Baks (NED)    | 78.                |
| 214                | Quinty Ton (NED)      | 38.                |
| 215                | Clara Lundmark (SWE)  | 31.                |
| 216                | Melanie Klement (NED) | DNF                |
| 217                | Nienke Wasmus (NED)   | DNF                |

| Lviv Cycling Team LCW | Lviv Cycling Team LCW     | Lviv Cycling Team LCW |
| --------------------- | ------------------------- | --------------------- |
| Nr.                   | Rytter                    | Placering             |
| 221                   | Naomi de Roeck (BEL)      | 64.                   |
| 222                   | Gloria Van Mechelen (BEL) | DNF                   |
| 223                   | Sarah Borremans (BEL)     | DNF                   |
| 224                   | Marga López (ESP)         | 79.                   |
| 225                   | Lauren Creamer (IRL)      | DNF                   |
| 226                   | Olena Sharha (UKR)        | 65.                   |
| 227                   | Hanna Solovej (UKR)       | 39.                   |

| Isorex NoAqua Ladies Cycling DDG | Isorex NoAqua Ladies Cycling DDG | Isorex NoAqua Ladies Cycling DDG |
| -------------------------------- | -------------------------------- | -------------------------------- |
| Nr.                              | Rytter                           | Placering                        |
| 231                              | Marjolein Moreau (BEL)           | DNF                              |
| 232                              | Margot Bourguignon (BEL)         | DNF                              |
| 233                              | Anna Docherty (GBR)              | DNF                              |
| 234                              | Lisa Isebaert (BEL)              | DNF                              |
| 235                              | Trine Holmsgaard                 | 71.                              |
| 236                              | Corinna Lechner (GER)            | DNF                              |
| 237                              | Laura Bragano (BEL)              | DNF                              |

| Frankrig FRA | Frankrig FRA       | Frankrig FRA |
| ------------ | ------------------ | ------------ |
| Nr.          | Rytter             | Placering    |
| 241          | Barbara Fonseca    | DNF          |
| 242          | Marion Colard      | DNF          |
| 243          | Margot Pompanon    | DNF          |
| 244          | Océane Tessier     | DNF          |
| 245          | Kristina Nenadovic | DNF          |
| 246          | Mélanie Guedon     | DNF          |

| Belgien BEL | Belgien BEL              | Belgien BEL |
| ----------- | ------------------------ | ----------- |
| Nr.         | Rytter                   | Placering   |
| 1           | Lotte Kopecky (landevej) | 12.         |
| 2           | Katrijn De Clercq        | 45.         |
| 3           | Valerie Demey            | 7.          |
| 4           | Ellen Feytens            | DNF         |
| 5           | Nathalie Verschelden     | DNF         |

| Holland NED | Holland NED        | Holland NED |
| ----------- | ------------------ | ----------- |
| Nr.         | Rytter             | Placering   |
| 11          | Lorena Wiebes      | 29.         |
| 12          | Evy Kuijpers       | 18.         |
| 13          | Shirin van Anrooij | 46.         |
| 14          | Eva Jonkers        | DNF         |
| 15          | Eline Van Rooijen  | 56.         |
| 16          | Ilse Grit          | DNF         |
| 17          | Sofie Van Rooijen  | 20.         |

| SD Worx SDW | SD Worx SDW                        | SD Worx SDW |
| ----------- | ---------------------------------- | ----------- |
| Nr.         | Rytter                             | Placering   |
| 21          | Jolien D'Hoore (BEL)               | 9.          |
| 22          | Amy Pieters (NED)                  | 2.          |
| 23          | Lonneke Uneken (NED)               | 13.         |
| 24          | Christine Majerus (LUX) (landevej) | 1.          |
| 25          | Roxane Fournier (FRA)              | 11.         |

| Lotto Soudal Ladies LSL | Lotto Soudal Ladies LSL  | Lotto Soudal Ladies LSL |
| ----------------------- | ------------------------ | ----------------------- |
| Nr.                     | Rytter                   | Placering               |
| 31                      | Jesse Vandenbulcke (BEL) | 5.                      |
| 32                      | Alana Castrique (BEL)    | DNF                     |
| 33                      | Abby-Mae Parkinson (GBR) | 48.                     |
| 34                      | Anna Plichta (POL)       | 51.                     |
| 35                      | Hanna Nilsson (SWE)      | 24.                     |
| 36                      | Danique Braam (NED)      | 81.                     |

| Andy Schleck-CP NVST-Immo Losch ASC | Andy Schleck-CP NVST-Immo Losch ASC | Andy Schleck-CP NVST-Immo Losch ASC |
| ----------------------------------- | ----------------------------------- | ----------------------------------- |
| Nr.                                 | Rytter                              | Placering                           |
| 41                                  | Maite Barthels (LUX)                | DNF                                 |
| 42                                  | Nina Berton (LUX)                   | DNF                                 |
| 43                                  | Georgia Danford (AUS)               | DNF                                 |
| 44                                  | Désirée Ehrler (SUI)                | DNF                                 |
| 45                                  | Stella Nightingale (NZL)            | DNF                                 |
| 46                                  | Claire Faber (LUX)                  | 33.                                 |
| 47                                  | Carolin Schiff (GER)                | 67.                                 |

| Bingoal-Chevalmeire CCT | Bingoal-Chevalmeire CCT   | Bingoal-Chevalmeire CCT |
| ----------------------- | ------------------------- | ----------------------- |
| Nr.                     | Rytter                    | Placering               |
| 51                      | Thalita de Jong (NED)     | 3.                      |
| 52                      | Demi de Jong (NED)        | DNF                     |
| 53                      | Rozanne Slik (NED)        | DNF                     |
| 54                      | Lenny Druyts (BEL)        | DNF                     |
| 55                      | Justine Ghekiere (BEL)    | DNF                     |
| 56                      | Kelly Van den Steen (BEL) | 43.                     |
| 57                      | Caren Commissaris (NED)   | DNF                     |

| Bizkaia-Durango BDP | Bizkaia-Durango BDP        | Bizkaia-Durango BDP |
| ------------------- | -------------------------- | ------------------- |
| Nr.                 | Rytter                     | Placering           |
| 61                  | Sandra Alonso (ESP)        | 54.                 |
| 62                  | Elizabeth Holden (GBR)     | 49.                 |
| 63                  | Emilie Fortin (CAN)        | DNF                 |
| 64                  | Yurani Blanco Calbet (ESP) | DNF                 |
| 65                  | Daniela Campos (POR)       | DNF                 |
| 67                  | Julia Sánchez Galea (ESP)  | DNF                 |

| NXTG Racing NXG | NXTG Racing NXG            | NXTG Racing NXG |
| --------------- | -------------------------- | --------------- |
| Nr.             | Rytter                     | Placering       |
| 71              | Britt Knaven (BEL)         | 66.             |
| 72              | Rozemarijn Ammerlaan (NED) | 76.             |
| 73              | Ilse Pluimers (NED)        | 34.             |
| 74              | Maud Rijnbeek (NED)        | DNF             |
| 75              | Catalina Soto (CHI)        | 28.             |
| 76              | Cathalijne Hoolwerf (NED)  | DNF             |
| 77              | Emily Wadsworth (GBR)      | 36.             |

| World Cycling Centre WCC | World Cycling Centre WCC  | World Cycling Centre WCC |
| ------------------------ | ------------------------- | ------------------------ |
| Nr.                      | Rytter                    | Placering                |
| 81                       | Alessia Vigilia (ITA)     | 27.                      |
| 82                       | Antri Christoforou (CYP)  | 68.                      |
| 83                       | Tereza Neumanová (CZE)    | 55.                      |
| 84                       | Nicole Hanselmann (SUI)   | DNF                      |
| 85                       | Małgorzata Jasińska (POL) | 26.                      |
| 86                       | Rachel Neylan (AUS)       | 72.                      |
| 87                       | Luciana Roland (ARG)      | DNF                      |

| Doltcini-Van Eyck-Proximus DVE | Doltcini-Van Eyck-Proximus DVE         | Doltcini-Van Eyck-Proximus DVE |
| ------------------------------ | -------------------------------------- | ------------------------------ |
| Nr.                            | Rytter                                 | Placering                      |
| 91                             | Fien Van Eynde (BEL)                   | 37.                            |
| 92                             | Bryony van Velzen (NED)                | 30.                            |
| 93                             | Christina Schweinberger (AUT)          | 53.                            |
| 94                             | Kathrin Schweinberger (AUT) (landevej) | 14.                            |
| 95                             | Minke Bakker (NED)                     | 73.                            |
| 96                             | Mieke Docx (BEL)                       | DNF                            |
| 97                             | Nicole Steigenga (NED)                 | 6.                             |

| Coop-Hitec Products HPU | Coop-Hitec Products HPU  | Coop-Hitec Products HPU |
| ----------------------- | ------------------------ | ----------------------- |
| Nr.                     | Rytter                   | Placering               |
| 101                     | Mieke Kröger (GER)       | 32.                     |
| 102                     | Caroline Andersson (SWE) | DNF                     |
| 103                     | Amalie Lutro (NOR)       | DNF                     |
| 104                     | Ann Helen Olsen (NOR)    | DNF                     |
| 107                     | Martine Gjøs (NOR)       | DNF                     |

| Parkhotel Valkenburg PHV | Parkhotel Valkenburg PHV  | Parkhotel Valkenburg PHV |
| ------------------------ | ------------------------- | ------------------------ |
| Nr.                      | Rytter                    | Placering                |
| 111                      | Amber van der Hulst (NED) | 4.                       |
| 112                      | Sylvie Swinkels (NED)     | DNF                      |
| 113                      | Femke Markus (NED)        | 16.                      |
| 114                      | Kirstie van Haaften (NED) | 35.                      |
| 115                      | Leonie Bos (NED)          | 60.                      |
| 116                      | Marit Raaijmakers (NED)   | 50.                      |

| Arkéa Pro Cycling Team ARK | Arkéa Pro Cycling Team ARK    | Arkéa Pro Cycling Team ARK |
| -------------------------- | ----------------------------- | -------------------------- |
| Nr.                        | Rytter                        | Placering                  |
| 121                        | Charlotte Becker (GER)        | 63.                        |
| 122                        | Amandine Fouquenet (FRA)      | DNF                        |
| 123                        | Lucie Jounier (FRA)           | 8.                         |
| 124                        | Gladys Verhulst (FRA)         | 57.                        |
| 125                        | Marie-Morgane Le Deunff (FRA) | DNF                        |
| 126                        | Greta Richioud (FRA)          | DNF                        |
| 127                        | Typhaine Laurance (FRA)       | 62.                        |

| Keukens Redant ___ | Keukens Redant ___         | Keukens Redant ___ |
| ------------------ | -------------------------- | ------------------ |
| Nr.                | Rytter                     | Placering          |
| 131                | Imogen Cotter (IRL)        | DNF                |
| 132                | Shana Dalving (BEL)        | DNF                |
| 133                | Brenda Goessens (BEL)      | DNF                |
| 134                | Justine Lescrauwaet (BEL)  | DNF                |
| 135                | Quinty van de Guchte (NED) | DNF                |
| 136                | Evy Tillaert (BEL)         | DNF                |
| 137                | Evy Roelen (BEL)           | DNF                |

| Instafund Racing ILP | Instafund Racing ILP   | Instafund Racing ILP |
| -------------------- | ---------------------- | -------------------- |
| Nr.                  | Rytter                 | Placering            |
| 141                  | Rotem Gafinovitz (ISR) | 52.                  |
| 143                  | Caroline Baur (SUI)    | 41.                  |
| 144                  | Rachel Langdon (GBR)   | 17.                  |
| 145                  | Isabella Bertold (CAN) | 70.                  |
| 146                  | Gillian Ellsay (CAN)   | 80.                  |

| S-bikes Bodhi ___ | S-bikes Bodhi ___           | S-bikes Bodhi ___ |
| ----------------- | --------------------------- | ----------------- |
| Nr.               | Rytter                      | Placering         |
| 151               | Arianna Pruisscher (NED)    | 21.               |
| 152               | Demi van Dijke (NED)        | DNF               |
| 153               | Desiree Liegeois (NED)      | DNF               |
| 154               | Klara Fischnaller (AUT)     | DNF               |
| 155               | Laura Vainionpää (FIN)      | DNF               |
| 156               | Saartje Vandenbroucke (BEL) | DNF               |
| 157               | Elena Debouck (BEL)         | DNF               |

| Drops-Le Col DRP | Drops-Le Col DRP              | Drops-Le Col DRP |
| ---------------- | ----------------------------- | ---------------- |
| Nr.              | Rytter                        | Placering        |
| 161              | Dani Christmas (GBR)          | 74.              |
| 162              | Emilie Moberg (NOR)           | 25.              |
| 163              | Maike van der Duin (NED)      | 15.              |
| 164              | Marjolein van 't Geloof (NED) | 10.              |
| 165              | María Martins (POR)           | 19.              |
| 166              | Finja Smekal (GER)            | DNF              |
| 167              | Sara Penton (SWE)             | 23.              |

| Multum Accountants MUL | Multum Accountants MUL     | Multum Accountants MUL |
| ---------------------- | -------------------------- | ---------------------- |
| Nr.                    | Rytter                     | Placering              |
| 171                    | Anna Badegruber (AUT)      | DNF                    |
| 172                    | Lara Defour (BEL)          | DNF                    |
| 173                    | Julie Stockman (BEL)       | DNF                    |
| 174                    | Fien De Wispelaere (BEL)   | DNF                    |
| 175                    | Fien Delbaere (BEL)        | 40.                    |
| 176                    | Rosalie Van der Wolf (NED) | 77.                    |
| 177                    | Sara Maes (BEL)            | DNF                    |

| Stade Rochelais Charente-Maritime CMW | Stade Rochelais Charente-Maritime CMW | Stade Rochelais Charente-Maritime CMW |
| ------------------------------------- | ------------------------------------- | ------------------------------------- |
| Nr.                                   | Rytter                                | Placering                             |
| 181                                   | Séverine Eraud (FRA)                  | DNF                                   |
| 182                                   | Noemi Rüegg (SUI)                     | 42.                                   |
| 183                                   | Noémie Abgrall (FRA)                  | DNF                                   |
| 184                                   | India Grangier (FRA)                  | 61.                                   |
| 185                                   | Célia Le Mouël (FRA)                  | 58.                                   |
| 186                                   | Elodie Le Bail (FRA)                  | 22.                                   |
| 187                                   | Manon Souyris (FRA)                   | DNF                                   |

| Cams Basso CAT | Cams Basso CAT        | Cams Basso CAT |
| -------------- | --------------------- | -------------- |
| Nr.            | Rytter                | Placering      |
| 191            | Hayley Simmonds (GBR) | DNF            |
| 193            | Jessica Finney (GBR)  | 75.            |
| 194            | Jo Tindley (GBR)      | DNF            |
| 195            | Katie Scott (GBR)     | DNF            |
| 197            | Clover Murray (GBR)   | DNF            |

| Rupelcleaning-Champion lubricants RUP | Rupelcleaning-Champion lubricants RUP | Rupelcleaning-Champion lubricants RUP |
| ------------------------------------- | ------------------------------------- | ------------------------------------- |
| Nr.                                   | Rytter                                | Placering                             |
| 201                                   | Sara Van de Vel (BEL)                 | 59.                                   |
| 202                                   | Lucy Mayrhofer (GER)                  | DNF                                   |
| 203                                   | Antonia Gröndahl (FIN)                | 69.                                   |
| 204                                   | Aline Seitz (SUI)                     | DNF                                   |
| 205                                   | Alice Sharpe (IRL)                    | 44.                                   |
| 206                                   | Svenja Betz (GER)                     | DNF                                   |
| 207                                   | Maja Perinovic (CRO) (landevej)       | DNF                                   |

| GT Krush Tunap BPC | GT Krush Tunap BPC    | GT Krush Tunap BPC |
| ------------------ | --------------------- | ------------------ |
| Nr.                | Rytter                | Placering          |
| 211                | Nathalie Eklund (SWE) | 47.                |
| 212                | Inez Beijer (NED)     | DNF                |
| 213                | Marissa Baks (NED)    | 78.                |
| 214                | Quinty Ton (NED)      | 38.                |
| 215                | Clara Lundmark (SWE)  | 31.                |
| 216                | Melanie Klement (NED) | DNF                |
| 217                | Nienke Wasmus (NED)   | DNF                |

| Lviv Cycling Team LCW | Lviv Cycling Team LCW     | Lviv Cycling Team LCW |
| --------------------- | ------------------------- | --------------------- |
| Nr.                   | Rytter                    | Placering             |
| 221                   | Naomi de Roeck (BEL)      | 64.                   |
| 222                   | Gloria Van Mechelen (BEL) | DNF                   |
| 223                   | Sarah Borremans (BEL)     | DNF                   |
| 224                   | Marga López (ESP)         | 79.                   |
| 225                   | Lauren Creamer (IRL)      | DNF                   |
| 226                   | Olena Sharha (UKR)        | 65.                   |
| 227                   | Hanna Solovej (UKR)       | 39.                   |

| Isorex NoAqua Ladies Cycling DDG | Isorex NoAqua Ladies Cycling DDG | Isorex NoAqua Ladies Cycling DDG |
| -------------------------------- | -------------------------------- | -------------------------------- |
| Nr.                              | Rytter                           | Placering                        |
| 231                              | Marjolein Moreau (BEL)           | DNF                              |
| 232                              | Margot Bourguignon (BEL)         | DNF                              |
| 233                              | Anna Docherty (GBR)              | DNF                              |
| 234                              | Lisa Isebaert (BEL)              | DNF                              |
| 235                              | Trine Holmsgaard                 | 71.                              |
| 236                              | Corinna Lechner (GER)            | DNF                              |
| 237                              | Laura Bragano (BEL)              | DNF                              |

| Frankrig FRA | Frankrig FRA       | Frankrig FRA |
| ------------ | ------------------ | ------------ |
| Nr.          | Rytter             | Placering    |
| 241          | Barbara Fonseca    | DNF          |
| 242          | Marion Colard      | DNF          |
| 243          | Margot Pompanon    | DNF          |
| 244          | Océane Tessier     | DNF          |
| 245          | Kristina Nenadovic | DNF          |
| 246          | Mélanie Guedon     | DNF          |